# Armathwaite Castle
Armathwaite Castle er en middelalderborg i landsbyen Armathwaite, Cumbria, England, der ligger ud til floden Eden. Oprindeligt blev den opført for at beskytte området mod skotske plyndringstogter i 1400-tallet, og den er siden blevet ombygget til et landsted. Bygningen er en listed building af anden grad.